# Massimo Paradiso
Massimo Paradiso (Vico Equense, 19 de octubre de 1968) es un deportista italiano que compitió en remo.
Ganó cinco medallas en el Campeonato Mundial de Remo entre los años 1990 y 1995. Participó en los Juegos Olímpicos de Atlanta 1996, ocupando el cuarto lugar en la prueba de cuatro scull.

## Palmarés internacional
| Campeonato Mundial | Campeonato Mundial            | Campeonato Mundial | Campeonato Mundial |
| Año                | Lugar                         | Medalla            | Prueba             |
| ------------------ | ----------------------------- | ------------------ | ------------------ |
| 1990               | Tasmania (Australia)          | Medalla de bronce  | Cuatro scull       |
| 1991               | Viena (Austria)               | Medalla de plata   | Cuatro scull       |
| 1993               | Račice (República Checa)      | Medalla de bronce  | Cuatro scull       |
| 1994               | Indianápolis (Estados Unidos) | Medalla de oro     | Cuatro scull       |
| 1995               | Tampere (Finlandia)           | Medalla de oro     | Cuatro scull       |